# TVR Tuscan Challenge
TVR Tuscan Challenge — спортивний автомобіль британської компанії TVR 1989–2006 років. Загалом збудували 43 машини.

## Історія
Після успішного продажу машин TVR S Series на її базі розробили нову серію ES з мотором Holden V6 об'ємом 3,8 л. Прототип для перегонів презентували 1988 на Британському Міжнародному Автошоу (англ. British International Motor Show) у Бірмінгемі та анонсували розробку на його платформі дорожньої модифікації. Для підвищення продажів використали знану назву моделі Tuscan, запровадивши серію для перегонів TVR Tuscan Challenge-A. Задля залучення покупців модель пропонували покупцям за ціною 16.000+податки фунтів за умови участі як мінімум у 6 перегонах з 12 британського чемпіонату. При недотриманні умови покупець по завершенні чемпіонату повинен був сплатити ще 16.000 фунтів штрафу. На перегонах 1989 авто даної серії виступили успішно, але проект дорожньої модифікації не був реалізований через продовження виробництва авто TVR S Series, підготовку виробництва TVR Griffith, TVR Chimaera. Тому продовжили виробляти невелику серію машин для перегонів, що отримали жорсткіше нове шасі з більшою колією, колісною базою.
Мотор Rover V8 потужністю 350 к.с. (257 кВт) запозичили з TVR T350. Його доповнила коробка передач BorgWarner T5. Компанія Rover була викуплена BMW і з невідомих причин власник TVR Пітер Уілер використати V8 мотор AJP8 з більшою потужністю, розроблений інженером Аль Меллінгом. З ним TVR Tuscan Challenge розвивав прискорення 0-100 км/год майже за 3 секунди, 0-160 км/год за 6,9 сек, максимальну швидкість 304 км/год.
Декотрі власники самостійно перебудували гоночні екземпляри для використання на дорогах загального призначення, для чого доводилось змінювати кузов з трубчатою рамою безпеки, систему освітлення, встановлювати необхідні прилади. Загалом вартість перебудови становила до 10.000 фунтів.